# When You’re Gone (песня Аврил Лавин)
«When You’re Gone» (с англ. — «Когда тебя нет») — баллада канадской певицы Аврил Лавин, ставшая вторым синглом из альбома The Best Damn Thing. Сингл был выпущен 19 июня 2007 года.

## История написания
В интервью для The Belfast Telegraph Аврил Лавин опровергла, что песня посвящается её бывшему мужу Дерику Уибли. По словам певицы, она не хотела делать эту песню любовной балладой, но процесс написания медленной композиции вызвал у неё «все эти эмоциональные переживания».
При записи композиции использовался живой струнный оркестр под управлением композитора Роба Мэтса, хотя небольшая вступительная часть до появления пианино сыграна на синтезаторе.

## Видеоклип
Режиссёром клипа стал Марк Класфельд, который прежде работал с Sum 41. Героями видеоклипа являются беременная девушка, чей муж отправился на войну, пожилой мужчина, чья жена недавно умерла, и пара подростков, которым не даёт встречаться мать девушки. Видеоклип показывает три истории любви в разных возрастных группах, но имеющих схожее эмоциональное состояние от разлуки с любимым человеком.
Некоторые сцены клипа были сняты в ботаническом саду Университета штата Калифорния (Northridge). Премьера видео состоялась 6 июня 2007 года в эфире канадского канала MuchMusic. В США премьера клипа прошла 21 июня 2007 года на шоу MTV TRL. Через год клип получил премию канала MuchMusic People’s Choice: Favourite Canadian Artist.

## Отзывы критиков
Журнал Billboard охарактеризовал песню как пауэр-балладу.
Сайт About.com поставил «When You’re Gone» 4 балла из 5, назвав её «сильной, выразительной поп-балладой, выражающей всю боль разлуки с любимым человеком».

## Список композиций
| Япония, CD сингл 1. «When You’re Gone» (Album Version) — 3:57 2. «Girlfriend» (Japanese Version) — 3:35 Великобритания/Франция, CD сингл 1. «When You’re Gone» (Album Version) — 3:57 2. «Girlfriend» (Dr. Luke Remix feat. Lil' Mama) — 3:25 | Австралия/Тайвань, CD сингл 1. «When You’re Gone» (Album Version) — 3:57 2. «Girlfriend» (Dr. Luke Remix feat. Lil' Mama) — 3:25 3. «Girlfriend» (Submarines' Time Warp 66 Mix) — 3:12 4. «When You’re Gone» (Video) — 4:08 |

## Дата выхода сингла
| Страна            | Дата          |
| ----------------- | ------------- |
| США               | июнь 19, 2007 |
| Япония            | июнь 20, 2007 |
| Латинская Америка | июнь 22, 2007 |
| Бельгия           | июнь 29, 2007 |
| Германия          | июнь 29, 2007 |
| Нидерланды        | июль 2, 2007  |
| Великобритания    | июль 2, 2007  |
| Италия            | июль 6, 2007  |
| Тайвань           | июль 15, 2007 |
| Австралия         | июль 28, 2007 |

## Позиции в чартах
В целях повышения популярности песня была исполнена на многих телешоу, среди которых шоу Позднее шоу с Дэвидом Леттерманом, The X Factor, Canadian Idol, SMAP×SMAP, Star Academy, TRL, а также на церемониях вручения премии World Music Awards и Los Premios MTV Latinoamérica.
Ещё до выхода сингла «When You’re Gone» заняла 90-ю позицию в чарте Billboard Hot 100 и 74 в Billboard Pop 100. После выхода сингла песня добралась до 24 и 16 мест соответственно.
В Канадском чарте сингл занял 8 место. В European Hot 100 и в Ирландском чарте он добрался до 4 места, в UK Singles Chart до 3.
| Чарт (2007)                                 | Высшая позиция |
| ------------------------------------------- | -------------- |
| Австралия (ARIA)                            | 4              |
| Австрия (Ö3 Austria Top 40)                 | 10             |
| Бельгия/Фландрия (Ultratop 50)              | 31             |
| Бельгия/Валлония (Ultratip Bubbling Under)  | 2              |
| Канада (Billboard Canadian Hot 100)         | 8              |
| Канада (Billboard AC)                       | 8              |
| Канада (Billboard CHR/Top 40)               | 5              |
| СНГ (TopHit Airplay)                        | 62             |
| Чехия (Rádio — Top 100)                     | 3              |
| Дания (Tracklisten)                         | 31             |
| Европа (Billboard European Hot 100 Singles) | 4              |
| Франция (SNEP)                              | 17             |
| Германия (GfK)                              | 17             |
| Ирландия (IRMA)                             | 4              |
| Италия (FIMI)                               | 4              |
| Japan (Oricon)                              | 83             |
| Netherlands (Tipparade)                     | 2              |
| Нидерланды (Single Top 100)                 | 57             |
| Новая Зеландия (Recorded Music NZ)          | 26             |
| Romania (Romanian Top 100)                  | 69             |
| Шотландия (OCC Scotland)                    | 2              |
| Словакия (Rádio — Top 100)                  | 11             |
| Швеция (Sverigetopplistan)                  | 8              |
| Швейцария (Schweizer Hitparade)             | 14             |
| Великобритания (OCC UK Singles)             | 3              |
| США (Billboard Hot 100)                     | 24             |
| США (Billboard Adult Contemporary)          | 30             |
| США (Billboard Adult Pop Airplay)           | 10             |
| США (Billboard Pop Airplay)                 | 9              |
| Venezuela Pop Rock (Record Report)          | 2              |

| Чарт (2007)                            | Позиция |
| -------------------------------------- | ------- |
| Australia (ARIA)                       | 33      |
| Austria (Ö3 Austria Top 40)            | 41      |
| Canada (Canadian Hot 100)              | 25      |
| France (SNEP)                          | 157     |
| Germany (Official German Charts)       | 84      |
| Italy (FIMI)                           | 21      |
| Lebanon (The Official Lebanese Top 20) | 87      |
| Switzerland (Swiss Hitparade)          | 49      |
| UK Singles (OCC)                       | 54      |
| US Adult Top 40 (Billboard)            | 34      |

## Сертификации
| Регион | Сертификация | Продажи   |
| --- | ------------ | --------- |
| Австралия (ARIA) | Платиновый   | 70 000^   |
| Бразилия (ABPD) | Платиновый   | 60 000*   |
| Канада (Music Canada) | Золотой      | 20 000*   |
| Япония (RIAJ) · Digital single | Золотой      | 100 000*  |
| Великобритания (BPI) | Золотой      | 400 000   |
| США (RIAA) | Золотой      | 1,290,000 |
| * Данные о продажах приведены только на основе сертификации. · ^ Данные о тиражах приведены только на основе сертификации. · Данные о продажах + прослушиваниях приведены только на основе сертификации. |              |           |

## Награды и премии
| Год  | Премия                  | Номинация                       | Результат |
| ---- | ----------------------- | ------------------------------- | --------- |
| 2007 | Paja Awards             | Сингл года                      | Победа    |
| 2007 | Planeta Awards          | Лучшая баллада                  | Победа    |
| 2007 | Planeta Awards          | Лучшее поп-исполнение           | Номинация |
| 2008 | Japan Gold Disc Awards  | Chaku-Uta Full Song of the Year | Победа    |
| 2008 | Much Music Video Awards | People Choice Award             | Победа    |